# Fujian
Fujian (chinesisch 福建省, Pinyin Fújiàn Shěng, Pe̍h-ōe-jī Hok-kiàn Síng), in der Umschrift des Weltpostvereins Fukien und in der lokalen Min-Nan-Sprache Hokkien, ist eine Provinz im Südosten der Volksrepublik China. Der Name für diese Provinz wurde während der Tang-Dynastie aus den Namen der beiden Städte Fuzhou und Jian’ou zusammengesetzt.
Die geographisch zu Fujian gehörenden, unmittelbar vor der Küste liegenden Inselgruppen Kinmen (金門 / 金门,  Jīnmén) und Matsu (馬祖列島 / 马祖列岛,  Mǎzǔ Lièdǎo) werden von der Republik China (Taiwan) kontrolliert und als Provinz Fujian verwaltet. Somit gibt es die Provinz als Verwaltungseinheit zweimal: innerhalb der Volksrepublik China, die den größten Teil von Fujian kontrolliert, sowie innerhalb der Republik China, wo Fujian eine der zwei verbliebenen Provinzen (neben Taiwan) ist.

## Geographie

### Allgemeine Beschreibung

Deutschland und Fujian im gleichen Maßstab

Die Provinz liegt an der Südostküste Chinas. Die Provinz ist mit ihrer Fläche von 121.400 Quadratkilometern etwas größer als die frühere DDR, hat aber die doppelte Einwohnerzahl. Sie grenzt an die Provinzen Zhejiang im Norden, Jiangxi im Westen und Guangdong im Südwesten. Im Osten und Süden liegen das Ostchinesische Meer, das Südchinesische Meer und die Taiwanstraße. Fujian ist mit der Insel Taiwan auf der anderen Seite der Taiwanstraße kulturell stark verbunden. Mehrere kleine Inseln in der Taiwanstraße gehören zu Fujian, während die Matsu-Inseln und Quemoy von der Republik China kontrolliert werden.
Fujian ist geographisch vom Rest Festlandchinas durch mehrere bewaldete Bergketten isoliert, wobei diese Bergketten parallel zur Küste verlaufen. Ihre Höhe nimmt in Richtung Hinterland zu, auf der Grenze zu Jiangxi liegt das Wuyi-Gebirge, das mit bis zu 2.100 m ü. d. M. die höchste Erhebung der Provinz ist. Insgesamt nimmt Bergland etwa 90 % der Oberfläche ein. Die Küste ist sehr buchten- und inselreich, zwischen dem Bergland und der Küste sind nur wenig ebene Flächen. Das Relief wird von den Einwohnern Fujians mit dem Sprichwort „八山一水一分田 – bashan yishui yi fen tian“, also acht Teile Gebirge, ein Teil Wasser und ein Teil Feld, beschrieben.
Der Hauptsiedlungsraum Fujians mit einer Bevölkerungsdichte von teilweise über 1000 Einwohnern pro Quadratkilometer befindet sich zwischen den beiden Deltaregionen von Min-Fluss und Jiulong-Fluss. Größere Städte sind Fuzhou, Putian, Quanzhou, Xiamen, Zhangzhou (von Norden nach Süden an der Küste) sowie Nanping, Sanming und Longyan (im Hinterland auf einer Parallelen zur Küste).

### Gewässer
Aufgrund der Topographie der Provinz entspringen fast alle Flüsse in der Provinz und münden auch an der Küste Fujians ins Meer. Das Wuyi-Gebirge bildet die Wasserscheide zwischen Fujian und Jiangxi, das Donggong-Gebirge die Wasserscheide zwischen Fujian und Zhejiang. Der längste Fluss, der Min-Fluss gab der Provinz ihren Kurznamen Min. Weitere wichtige Flüsse sind der Jiulong-Fluss, Ting-Fluss, Jin-Fluss, Jiao Xi, Ao-Fluss, Huotong Xi, Mulan-Fluss, Zhaoandong Xi, Zhang-Fluss, Qiulu-Fluss und Long-Fluss. Alle haben ein Einzugsgebiet größer als 500 km². Eine große Anzahl kleinerer Wasserläufe entspringt in den Bergen im Zentrum der Provinz und fließt von dort direkt ins Meer. Die größten vier Flüsse entwässern drei Viertel des Territoriums von Fujian. Aufgrund des niederschlagsreichen Klimas führen die Flüsse Fujians jährlich 116,8 Milliarden Kubikmeter Wasser ins Meer ab. Auf den größten Fluss, den Min-Fluss, entfällt davon fast die Hälfte.
Den größten Teil des Wassers nehmen die Flüsse der Provinz in ihren Ober- und Mittelläufen auf. Da sie im regenreichen Gebirge entspringen, nehmen sie hier viel Wasser auf, was an den Unterläufen zu häufigen Überschwemmungen führt. Die jährliche Abflusshöhe beträgt im Provinzdurchschnitt 962 mm, abhängig von den Regenmengen liegt sie zwischen 500 und 1400 Millimetern. Innerhalb Chinas haben nur Taiwan und Guangdong mehr jährlichen Abfluss.
Die Küste der Provinz Fujian wäre in gerader Linie 530 Kilometer lang. Durch die zahlreichen Buchten und Halbinseln verlängert sich die Küste aber um ein Vielfaches auf etwa 3.080 Kilometer.

### Klima

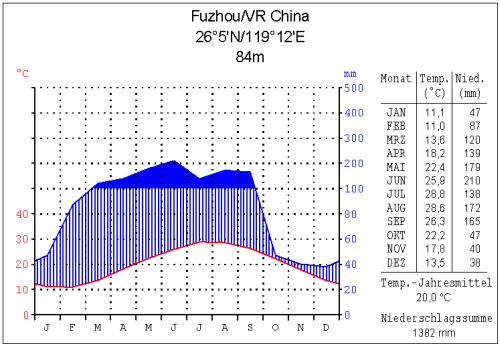
Klimadiagramm Fuzhou

Die Provinz Fujian ist von warmfeuchtem und subtropischem Monsunklima geprägt. Die durchschnittliche Jahrestemperatur liegt zwischen 17 und 21 °C. Die Julitemperatur liegt an der Küste im Schnitt bei 30 °C, die Januartemperatur bei 10 °C; im Bergland sind diese Werte geringer. Die durchschnittliche Regenmenge liegt zwischen 1.100 und 2.000 mm (1.670 mm im Provinzdurchschnitt), wobei der Hauptanteil (80–85 %) des Regens zwischen Mai und September fällt. Das westliche Bergland bekommt mehr Regenfälle als die Küstenregionen, insgesamt gehört Fujian zu den Regionen mit den meisten Niederschlägen Festlandchinas. Von Taifunen treten jährlich im Sommer und Herbst auf und bedingen ausgedehnte Evakuierungen, wie im September 2005, als 760.000 Menschen vor dem Taifun Talim in Sicherheit gebracht werden mussten.

## Geschichte

### Frühe Geschichte
Archäologische Funde zeigen, dass der Norden Fujians vor etwa 8.000 Jahren in die Neusteinzeit eintrat. Dies beweisen etwa die Fundstücke von Keqiutou (殼丘頭 / 壳丘头, Insel Pingtan 70 km südöstlich von Fuzhou), die auf ein Alter zwischen 7.450 und 5.590 Jahren datiert wurden. Darunter finden sich Werkzeuge aus Steinen, Knochen, Muscheln und Jade; entdeckte Nadeln und Spinnräder beweisen etwa, dass die Bewohner damals schon die Webkunst beherrschten. In Tanshishan (曇石山 / 昙石山) wurden halb-unterirdische kreisförmige Gebäude gefunden, und die Funde in Huangtulun (黃土崙 / 黄土仑, datiert auf etwa 3.300 Jahre und ebenfalls in der Nähe Fuzhous) deuten auf den Eintritt in die Bronzezeit hin.
Die Funde zeigen aber auch, dass die Ureinwohner der Provinz, Austronesier, die wahrscheinlich übers Meer aus Südostasien eingewandert waren, Landwirtschaft fast nicht kannten und sich vom Fischfang ernährten. Diese Menschen mit großen Augen, flacher Nase und tätowierten Körpern besiedelten vor allem die Regionen entlang des Min-Flusses. Die Besiedelung des restlichen, dicht bewaldeten Territoriums war äußerst dünn. Erst während der Qin- und Han-Dynastie wurde das Gebiet durch die Chinesen erforscht und erste Beamte wurden entsendet, um Verwaltungsstrukturen aufzubauen. Die Ureinwohner wurden ab der Han-Dynastie in Richtung Norden, nördlich des heutigen Shanghai, verdrängt.

Der Min-Fluss in Fujian

Das Gebiet konnte jedoch nicht sofort in chinesisches Stammterritorium einverleibt werden, denn während der Zeit der Streitenden Reiche war ein rivalisierendes Reich im heutigen Fujian entstanden. Der Volksstamm der Yue hatte das Reich im 3. Jh. v. Chr. gegründet, als ihr Stammterritorium vom Königreich Chu eingenommen worden war. Unter der Qin-Dynastie wurde das Königreich zwar formell ins Qin-Gebiet eingegliedert. Als die kurzlebige Qin-Dynastie in sich zusammenbrach und Bürgerkrieg herrschte, unterstützte König Wuzhu von Minyue den Kriegsherren Liu Bang im Kampf gegen Xiang Yu. Liu Bang errichtete mit Wuzhus Hilfe später die Han-Dynastie, und im Jahr 202 v. Chr. bekam Minyue den Status eines formell unabhängigen, aber tributpflichtigen Königreiches zurück. Minyue wurde erlaubt, Festungen (etwa in Fuzhou und in den Wuyi-Bergen) zu errichten und ihr Territorium über jenes der heutigen Provinz hinaus zu vergrößern. Minyue umfasste dann neben dem heutigen Fujian auch das östliche Guangdong, das südliche Zhejiang und den Osten von Jiangxi. Kulturell wurde Minyue sinisiert, und seine Kultur bestand aus einer Mischung aus austronesischen und Han-Elementen.
Nach dem Tod des Königs Wuzhu hielt das Königreich die militärische Tradition aufrecht und griff wiederholt seine Nachbarn an. Im Jahre 111 v. Chr. entschied der Han-Kaiser, die potenzielle Gefahr zu beseitigen, und griff das Königreich zeitgleich zu Land und See an, womit Minyue ausgelöscht wurde. Um große Zerstörungen zu vermeiden, gaben die Herrscher in Fuzhou den Kampf frühzeitig auf, das Minyue-Reich kam somit zu einem sehr abrupten Ende. Im Norden Fujians gibt es jedoch nach wie vor zahlreiche Tempel, die zur Verehrung der ersten Könige Fujians errichtet wurden.
Die Han-Dynastie brach im 2. Jahrhundert n. Chr. zusammen. Das Gebiet des heutigen Fujians wurde während der Zeit der Drei Reiche vom Königreich Wu beherrscht. Der Gründer von Wu, Sun Quan, brauchte fast zwanzig Jahre, um die Shan Yue (die Yue in den Bergen) zu unterwerfen.
Im frühen 4. Jahrhundert, nach dem Zusammenbruch der Westlichen Jin-Dynastie, wurde Nordchina von Nomaden aus dem Norden angegriffen, und es herrschte Bürgerkrieg. Somit kam die erste Welle von Immigranten nach Fujian. Die Immigranten stammten hauptsächlich von drei zentralchinesischen Clans, nämlich Lin (林), Huang (黃 / 黄), Chen (陳 / 陈), Zheng (鄭 / 郑), Zhan (詹), Qiu (邱), He (何), und Hu (胡), wobei die ersten vier die wichtigsten Familiennamen des modernen Fujian bleiben.
Wegen der rauen Topographie des Gebietes blieb Fujian relativ dünn besiedelt, die wirtschaftliche Entwicklung blieb hinter dem restlichen China zurück, und es wurden auch nur zwei Kommandanturen und sechzehn Bezirke eingerichtet. Ähnlich wie die anderen Provinzen des Südens diente Fujian nicht zuletzt als Ziel für Gefangene oder Dissidenten. Es begann jedoch der Prozess der langsamen Integration Fujians in das chinesische Reich und die Assimilierung der nicht-chinesischen Völker.
Während der Zeit der Nördlichen und Südlichen Dynastien war Fujian im Einflussgebiet der Südlichen Dynastien. Ihre Herrscher machten große Anstrengungen, um das Gebiet mit Han zu besiedeln.

### Erste Blüte während der Tang- bis Ming-Dynastie

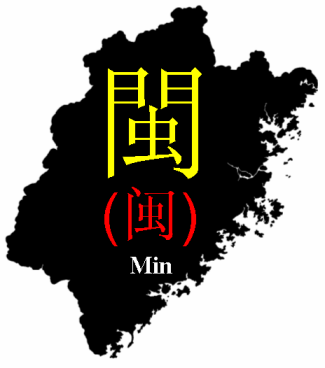
Das Zeichen Min – 閩

Während der Tang-Dynastie (618–907) war Fujian ein integraler Bestandteil des chinesischen Kaiserreiches. Ab diesem Zeitpunkt sind Seefahrt und Handel mit der Geschichte der Provinz ganz eng verbunden, während der Rest Chinas traditionell landwärts ausgerichtet ist. Während der Tang- und Song-Dynastie bewegte sich das wirtschaftliche Schwergewicht Chinas in Richtung Süden, und speziell nach der An-Lushan-Rebellion im 8. Jh. gab es massive Südmigration. Die Immigranten während der Periode der Fünf Dynastien und Zehn Königreiche wurden von General Wang angeführt, welcher das Min-Königreich mit Fuzhou als Hauptstadt gründete. Nach Wangs Tod wurde das Min-Königreich durch interne Kämpfe jedoch so geschwächt, dass es von den Südlichen Tang geschluckt wurde.
In 150 Jahren versechsfachte sich die Bevölkerung der Provinz. Dies brachte einerseits Druck, die vielen Menschen zu ernähren, andererseits auch genug Arbeitskräfte für Landgewinnung, Anlegen von Terrassenfeldern und für das Graben von Bewässerungskanälen. In diesen Punkten erlangte Fujian bis ins 10. Jahrhundert die technologische Führerschaft in China. Die Stadt Fuzhou stieg zu einer bedeutenden Hafen- und Handelsstadt auf, durch die vor allem Tee ausgeführt wurde.
Ab dem 9. Jh. waren arabische Händler in China, speziell in Quanzhou ansässig, um mit den Chinesen Handel zu treiben. Quanzhou überholte langsam Fuzhou oder Guangzhou in ihrem Umschlag und wurde zum damals wahrscheinlich größten Hafen der östlichen Welt. Während der frühen Ming-Dynastie war Quanzhou Ausgangspunkt für die Expeditionen des Admirals Zheng He (seine erste Expedition startete 1405). Neben Handel und Seefahrt erlebten auch Handwerk, Kunst und Wissenschaft einen großen Aufschwung. Fujian gehörte zu den wohlhabendsten Gebieten Chinas. Aus Fujian stammte eine relativ hohe Anzahl von hohen Würdenträgern des Kaiserreiches der Song- bis Yuan-Dynastie. Die Zeit vom 11. bis zum 14. Jahrhundert ist deshalb das Goldene Zeitalter von Fujian.
Der Abstieg begann mit einer Rebellion von Nicht-Chinesen in der Stadt Quanzhou, die dadurch zerstört wurde. Gleichzeitig bedrohten japanische Piraten, die Wokou, die chinesischen Südküsten, worauf die Regierung mit einer Beschränkung, später einem Verbot des Seehandels reagierte. Der Handel wurde durch eine Versandung des natürlichen Hafens von Quanzhou noch weiter behindert. Der Fall der Yuan-Dynastie stürzte die Region noch zusätzlich ins Chaos. Obwohl ein erneutes Seehandelsverbot (Hai jin) 1567, nach der erfolgreichen Bekämpfung der Piraterie durch das chinesische Militär und durch die japanischen Daimyō, wieder aufgehoben wurde, konnte sich der Handel in der Region nicht wieder erholen. Ab hier waren Guangzhou, Hangzhou, Ningbo oder Shanghai bedeutender.
Der starke Aufschwung der Region hatte zu einer Bevölkerungsexplosion geführt. Der Abstieg führte zu einer massiven Abwanderung. Fujianesen besiedelten in der Folge Taiwan, die Philippinen, Teile des heutigen Malaysia und Indonesiens. Der Zusammenbruch der Ming-Dynastie führte wiederum zu einem großen Zustrom von Migranten, der jedoch durch zeitgleiche Abwanderung nach Übersee und Guangdong nicht zu einer neuen Bevölkerungsexplosion führte. Die letzten Anhänger der Ming griffen unter Koxinga 1650 die Holländer auf Taiwan an und verdrängten sie von dort. Um die Ming-Regierung unter Koxinga auf Taiwan zu schwächen, verhängte der Qing-Kaiser Kangxi wiederum ein Seehandelsverbot, das 20 Jahre galt. Im Jahre 1689 war diese letzte Ming-Bastion gestürzt, und die Qing gliederten Taiwan an Fujian an. In dieser Zeit erreichte die Auswanderung von Fujian nach Taiwan ihren Höhepunkt; ein großer Teil der Bevölkerung des heutigen Taiwans stammt von damaligen Migranten ab.

### Moderne

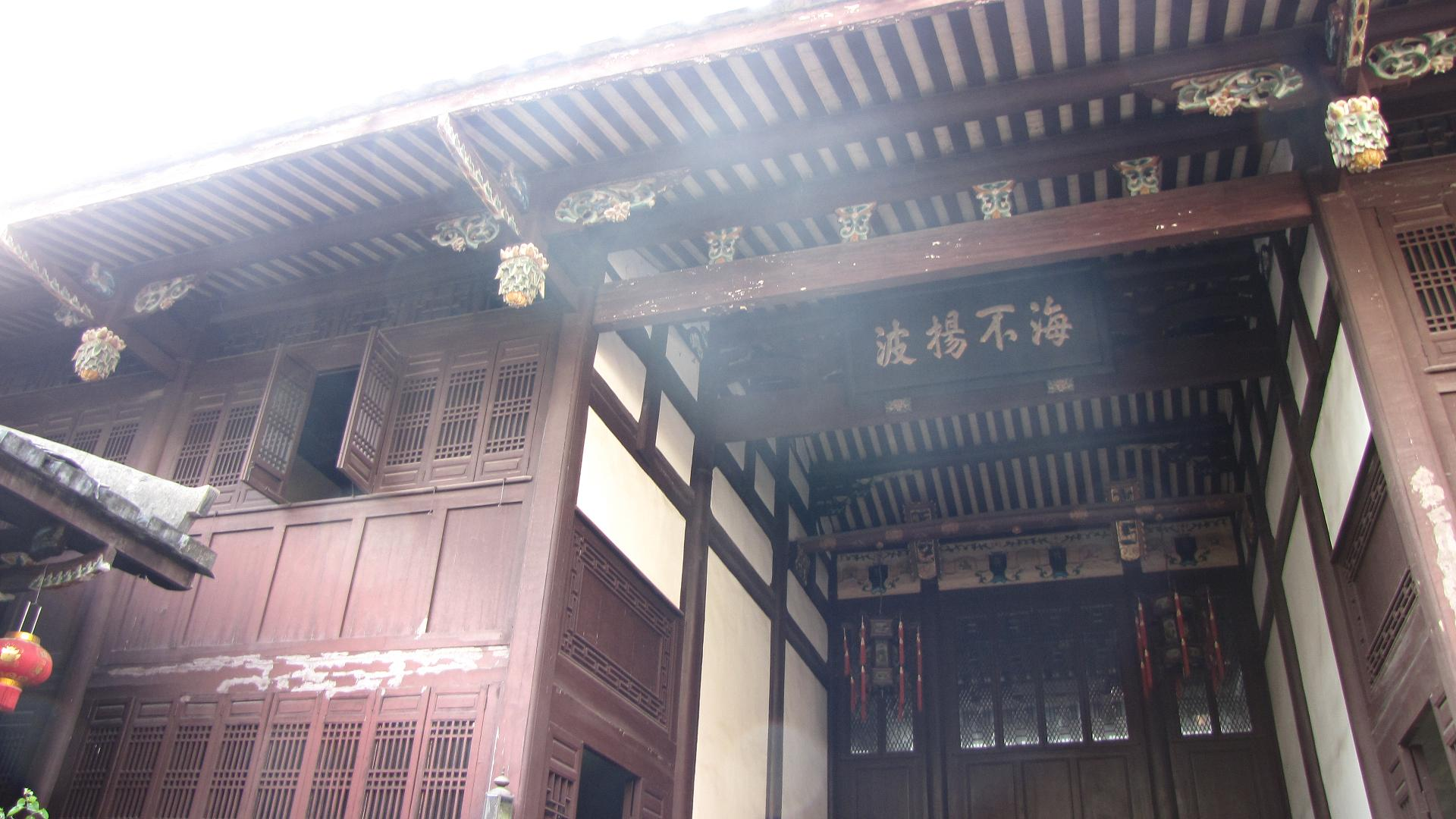
Traditionelles Wohnhaus in Fuzhou

Ab dem frühen 17. Jh. wurde Fujian mehr und mehr Ziel ausländischen Einflusses. Das war zunächst ein Grund dafür, dass der Seehandel durch die Qing wiederum verstärkt reglementiert wurde. Nach der Niederlage im Ersten Opiumkrieg und dem Vertrag von Nanking musste das Chinesische Kaiserreich 1842 weitere Häfen für den ausländischen Einfluss öffnen. Unter diesen Häfen waren Amoy (das heutige Xiamen) und Fuzhou. Hier begannen Missionare ihre Tätigkeit und Fabriken nach ausländischem Vorbild wurden eröffnet, wodurch diese beiden Handelsplätze vorübergehend international aufgewertet wurden. Speziell in Fuzhou entstanden Schulen und Zeitungen nach ausländischem Vorbild, was einen Nährboden für revolutionäre Tätigkeiten bildete. Der offene Hafen von Xiamen wuchs rasch in seiner Bedeutung. Nachdem in Fujian ein großer Bevölkerungsdruck herrschte, es in einigen britischen Kolonien jedoch an Arbeitskraft mangelte, sah der britische Händler James Tait eine Geschäftsgelegenheit. Dies war der Beginn des Kuli-Handels (1847); zwischen 1876 und 1898 wurden 1,36 Millionen Menschen von Xiamen nach Südostasien exportiert. Dies war gleichzeitig der Beginn eines florierenden Personenverkehres zwischen Xiamen und einigen fernen Destinationen.
1885 wurde Taiwan erstmals eine eigene Provinz. Nach dem ersten chinesisch-japanischen Krieg (1894–1895) und dem Vertrag von Shimonoseki kam Fujian unter starken japanischen Einfluss, während viele ausländische Unternehmen (besonders britische) begannen, in erste Industrien in Fujian zu investieren.
Die Überseechinesen, die im Ausland mit republikanischen Ideen in Kontakt gekommen waren, kehrten auch wieder in ihre Heimat zurück und bereiteten den Sturz der Qing-Dynastie vor, die durch zahlreiche militärische Niederlagen bereits stark geschwächt war.

### Republikanische Periode
Nachdem 1911 die Qing gestürzt waren, kam Fujian in schneller Folge unter die Herrschaft mehrerer Kriegsherren. Yuan Shikai war dann vorübergehend in der Lage, Fujian unter seine Kontrolle zu bringen, Li Houji, Sun Chuanfang und Zhou Yinren wurden Militärgouverneure der Provinz. Zwischen 1918 und 1920 hielt jedoch Chen Jiongming den Süden der Provinz; in diesen beiden Jahren wurden in Zhangzhou ambitionierte Reformvorhaben unternommen. Chen wurde 1920 nach Guangdong berufen, um Sun Yat-sen zu unterstützen, damit verfiel seine Verwaltung in Zhangzhou.
Im Jahre 1926 kam Fujian im Rahmen des Nordfeldzugs unter Kontrolle von Chiang Kai-sheks Kuomintang, und es begann eine Phase relativer Stabilität. Diese wurde jäh unterbrochen, als im Winter 1933/1934 eine Revolte unter Li Jichen, Chen Mingshu und Cai Tingjie stattfand, die in der Unabhängigkeitserklärung Fujians von der Zentralregierung in Nanjing gipfelte. Diese separatistische Bewegung wurde in weniger als zwei Monaten mit aller Brutalität niedergeschlagen. Während des chinesischen Bürgerkrieges dehnte sich der Jiangxi-Sowjet, eine Basisregion der Kommunisten auf das Gebiet West-Jiangxis aus, der Rest der Provinz wurde zum Aufmarschgebiet der Kuomintang zur Bekämpfung des Sowjets.
Im zweiten chinesisch-japanischen Krieg wurde Fujians Küste von der japanischen Armee besetzt, und die Provinzregierung musste sich nach Yong’an zurückziehen. Während des Bürgerkrieges zwischen den Kuomintang und den Kommunisten herrschte wiederum Krieg in Fujian.

### Seit Gründung der Volksrepublik China

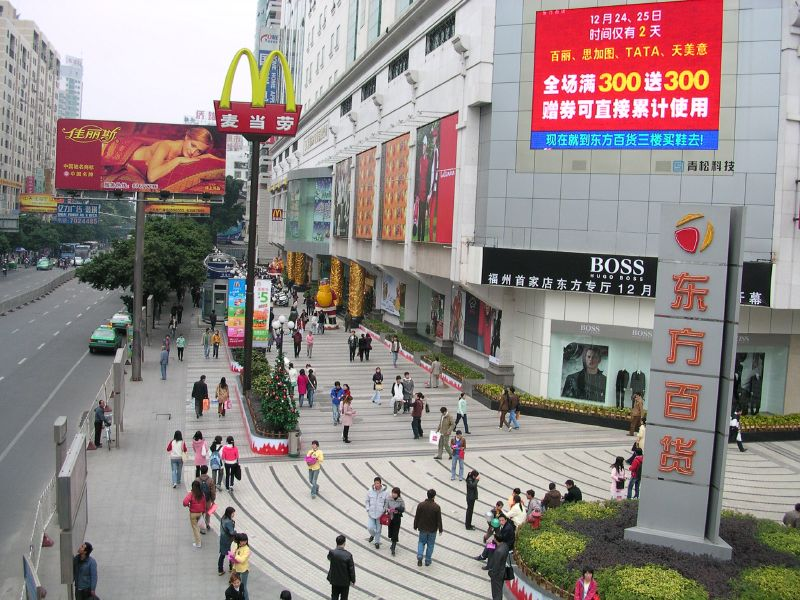
Straßenszene im heutigen Fuzhou

Das Ergebnis des Bürgerkrieges war, dass die Kommunisten auf dem Festland siegreich waren und die Volksrepublik China gründeten, während sich die Kuomintang nach Taiwan zurückzog. Die Konfrontation zwischen den beiden Mächten bedeutete, dass Fujian genau an der Frontlinie lag, was ihre wirtschaftliche Erholung verzögerte. Die Provinz war bis dahin vom restlichen China relativ abgeschieden gewesen (in den 1960ern sollen in den Bergen Dörfer gefunden worden sein, deren Bewohner nicht wussten, dass die Qing-Dynastie gestürzt worden war). Bis auf eine Eisenbahnlinie (Eröffnung 1956) wurden in Fujian keine größeren Investitionen getätigt. Andererseits kam Fujian auch in die Wirren des Großen Sprung nach vorn und der Kulturrevolution, die in Landwirtschaft und Natur große Schäden anrichteten.
Trotzdem setzte sich die starke akademische Tradition, die seit der Südlichen Song-Dynastie geherrscht hatte, auch im realsozialistischen China fort. So stammen viele Mitglieder der Chinesischen Akademie der Wissenschaften aus Fujian.
Seit der Öffnung Chinas zum Rest der Welt hat vor allem der Kapitalzufluss aus Taiwan und von den Auslandschinesen dazu geführt, dass die Küstenstädte Fujians zu den reichsten in China gehören. Dies führt zu einem starken Einwanderungsdruck aus den wirtschaftlich schlechter gestellten Gebieten in Zentral- und Nordchina. In vielen Städten müssen deshalb – wie in allen Küstenregionen Chinas – traditionelle Viertel und kulturelles Erbe preiswert errichteten Hochhäusern weichen.

## Administrative Gliederung

### Volksrepublik China
Die Provinz Fujian ist in neun bezirksfreie Städte untergliedert (detaillierte Informationen siehe dort). Auf der Kreisebene gab es im Jahr 2020 85 Verwaltungseinheiten: 12 kreisfreie Städte, 29 Stadtbezirke und 44 Kreise. Auf Gemeindeebene gab es 1107 Verwaltungseinheiten: 185 Straßenviertel, 658 Großgemeinden, 245 Gemeinden und 19 Nationalitätengemeinden.
| Name                   | Hanzi 1 | Hanyu Pinyin  | Verwaltungssitz | Fläche (km²) | Bevölkerung (2020) |
| ---------------------- | ------- | ------------- | --------------- | ------------ | ------------------ |
| – Unterprovinzstadt –  |         |               |                 |              |                    |
| Xiamen                 | 厦门市  | Xiàmén Shì    | Siming          | 01.699,39    | 5.163.970          |
| – Bezirksfreie Stadt – |         |               |                 |              |                    |
| Fuzhou                 | 福州市  | Fúzhōu Shì    | Gulou           | 12.250,72    | 8.298.268          |
| Longyan                | 龙岩市  | Lóngyán Shì   | Xinluo          | 19.027,62    | 2.723.637          |
| Nanping                | 南平市  | Nánpíng Shì   | Yanping         | 26.279,67    | 2.680.645          |
| Ningde                 | 宁德市  | Níngdé Shì    | Jiaocheng       | 13.431,98    | 3.146.789          |
| Putian                 | 莆田市  | Pútián Shì    | Chengxiang      | 04.130,78    | 3.210.714          |
| Quanzhou               | 泉州市  | Quánzhōu Shì  | Fengze          | 11.286,59    | 8.782.285          |
| Sanming                | 三明市  | Sānmíng Shì   | Sanyuan         | 22.964,77    | 2.486.450          |
| Zhangzhou              | 漳州市  | Zhāngzhōu Shì | Xiangcheng      | 12.879,62    | 5.054.328          |

### Republik China
Der unter Kontrolle der Republik China auf Taiwan stehende Anteil der Provinz Fujian besteht aus zwei Landkreisen: Kinmen und Lienchiang. Die Gesamtfläche der Inseln beträgt 182,66 km². Beide Inselgruppen zusammen haben ungefähr 143.000 Einwohner (Stand 2024).
| Name                       | Kinmen 2 | Lienchiang 2 |
| Chinesisch                 | 金門縣 | 連江縣 |
| Karte                      | | |
| Inseln 島, dǎo bzw. 嶼, yǔ | 15 Inseln | 36 Inseln |
| Inseln 島, dǎo bzw. 嶼, yǔ | - Kinmen-Inseln (金門列島) - Kinmen (金門島) - Klein-Kinmen (小金門島) - Dadan (大膽島) - Erdan (二膽島) - Dongding (東碇島) - Beiding (北碇島) - Jiangong (建功嶼) - Wuqiu (烏坵嶼) - Daqiu (大坵嶼) - Xiaoqiu (小坵嶼) | - Matsu-Inseln (馬祖列島) - Nangan (南竿島) - Beigan (北竿島) - Dongju (東莒島) - Xiju (西莒島) - Dongyin (東引島) - Xiyin (西引島) - Gaodeng (高登島) - Liang (亮島) - Gui (龜島) |
| Administrative Einteilung  | 6 Großgemeinden | 4 Landgemeinden |

### Größte Städte
Die zehn größten Städte der Provinz mit Einwohnerzahlen der eigentlichen städtischen Siedlung auf dem Stand der Volkszählung 2020 sind die folgenden:
| Rang | Stadt    | Einwohnerzahl | Rang | Stadt     | Einwohnerzahl |
| 1    | Xiamen   | 4.617.251     | 6    | Nan'an    | 936.897       |
| 2    | Fuzhou   | 3.723.454     | 7    | Zhangzhou | 845.286       |
| 3    | Putian   | 1.539.389     | 8    | Fuqing    | 744.774       |
| 4    | Quanzhou | 1.469.157     | 9    | Longyan   | 722.334       |
| 5    | Jinjiang | 1.416.151     | 10   | Minhou    | 593.963       |

## Bevölkerung

### Überblick
Mit seinen etwa 337,4 Einwohnern pro Quadratkilometer ist Fujian eine für chinesische Verhältnisse durchschnittlich dicht besiedelte Provinz. Die Bevölkerung ist jedoch sehr unterschiedlich verteilt, der größte Teil drängt sich auf den relativ wenigen Ebenen. Bezüglich des Bevölkerungswachstums liegt Fujian leicht über dem Durchschnitt.
Während des vergangenen Jahrzehnts ist Fujian aufgrund seiner schnellen wirtschaftlichen Entwicklung zu einer Provinz geworden, die durch Migration netto an Bevölkerung gewinnt. Bis zum Beginn der 1990er Jahre war Fujian eine Abwanderungsregion. Fujian verliert nun Bevölkerung in Richtung der reicheren Provinzen Guangdong, Jiangsu, Zhejiang und der regierungsunmittelbaren Stadt Shanghai. Sie gewinnt Bevölkerung aus den ärmeren Provinzen Sichuan, Jiangxi, Guizhou und Anhui. Unter den Migranten befindet sich ein hoher Anteil an Personen, die ihren offiziellen Wohnsitz nicht nach Fujian verlegen wollen oder dürfen; diese sogenannten Nicht-hukou-Migranten machen etwa 6 % der Bevölkerung aus.
Die Urbanisierungsrate für das Jahr 2020 wird mit 68,7 % angegeben.

### Ethnische Gliederung der Bevölkerung Fujians (2020)
Der Zensus des Jahres 2020 zählte 41.540.086 Einwohner Fujians.
| Ethnie                         | Hanzi 1 | Einwohner  | Anteil  |
| ------------------------------ | ------- | ---------- | ------- |
| Han                            | 汉族    | 33.514.147 | 97,30 % |
| Miao                           | 苗族    | 168.928    | 0,41 %  |
| Tujia                          | 土家族  | 142.673    | 0,34 %  |
| Hui                            | 回族    | 128.591    | 0,31 %  |
| Yi                             | 彝族    | 53.930     | 0,13 %  |
| Zhuang                         | 壮族    | 53.350     | 0,13 %  |
| Bouyei                         | 布依族  | 48.893     | 0,12 %  |
| Dong                           | 侗族    | 31.784     | 0,08 %  |
| Mandschu                       | 滿洲族  | 14.034     | 0,03 %  |
| Yao                            | 瑶族    | 10.782     | 0,03 %  |
| Bai                            | 白族    | 9.612      | 0,02 %  |
| Mongolen                       | 蒙古族  | 9.154      | 0,02 %  |
| Sonstige (davon großteils She) | 其他    | 442.117    | 1,06 %  |

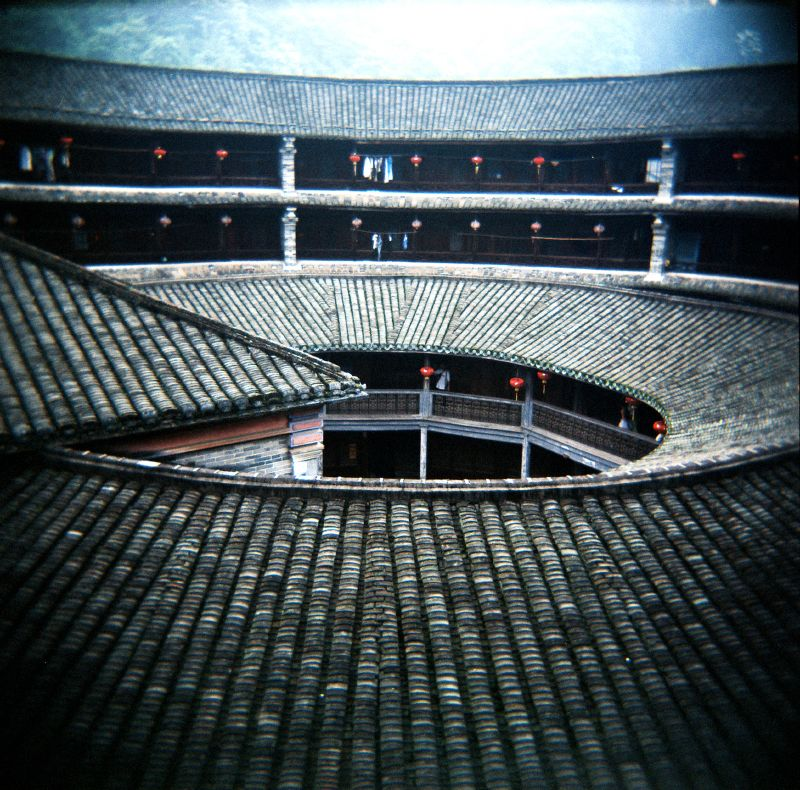
Innenhof eines Hakka-Rundhauses

Unter „Sonstige“ befinden sich auch über 400 Gaoshan, Ureinwohner Taiwans, die nach der Teilung Chinas auf dem Festland verblieben waren. 2000 stellten die She im Zensus mit 375.193 Einwohnern noch die zweitgrößte Ethnie dar. Im Zensus 2020 wurden diese unter Sonstige miterfasst. Fujian hat außerdem eine große Population von Hakka (客家), das sind Han, die vor Jahrhunderten aus Nordchina eingewandert sind.
Unter den Überseechinesen stellen Emigranten aus Fujian (Hokkien) den zweitgrößten Anteil nach Guangdong. In Taiwan stellen sie sogar die Bevölkerungsmehrheit. Deshalb gilt der Taiwan-Dialekt auch nur als eine Variante der verschiedenen Min-Dialekte, obwohl dies vor allem aus politischen Gründen umstritten ist. Die Überseechinesen haben für die wirtschaftliche Entwicklung der Provinz eine hohe Bedeutung, vor allem deshalb, weil sie für einen sehr hohen Anteil der ausländischen Investitionen in Fujian verantwortlich sind. Bedeutende Politiker, deren Vorfahren aus Fujian stammen, sind Lee Teng-hui auf Taiwan, Lee Kuan Yew in Singapur und Corazon Aquino auf den Philippinen.

## Kultur

### Sprache
Wegen seiner Geschichte und bergigen Natur ist Fujian eine der linguistisch interessantesten Regionen der Welt. Lokale Dialekte können innerhalb einer Entfernung von 10 Kilometern unverständlich sein. Die Dialekte werden zu den Min-Sprachen gezählt, wozu auch Taiwanisch gehört; die Min-Sprachen lassen sich wiederum grob in die nördliche (Min Bei), östliche (Min Dong) und südliche (Min Nan) Varietät unterscheiden, wobei die sprachliche und kulturelle Identität jeweils sehr stark ist. Die offizielle Sprache jedoch ist Putonghua (Mandarin-Chinesisch), die auch zur Kommunikation unter den Menschen verschiedener Orte verwendet wird. Während die Hakka ihre eigene Sprache erhalten haben, sprechen die anderen Minderheiten der Provinz, etwa die She, keine eigene Sprache mehr. Früher wurde von Händlern in Fujian ein Pidgin-Englisch zu diesem Zweck gebraucht, das mittlerweile ausgestorben ist.
Interessant ist, dass das deutsche Wort „Tee“ aus dem Dialekt der Region um Xiamen (Hokkien) kommt. Die meisten Länder, die den Tee ursprünglich auf dem Landweg bezogen, übernahmen hingegen die nordchinesische Aussprache cha für 茶 und machten daraus tschai. Dies trifft vor allem auf die Russen, die Inder, die Türken und die Araber, aber auch auf die Japaner und Koreaner zu.

### Religion

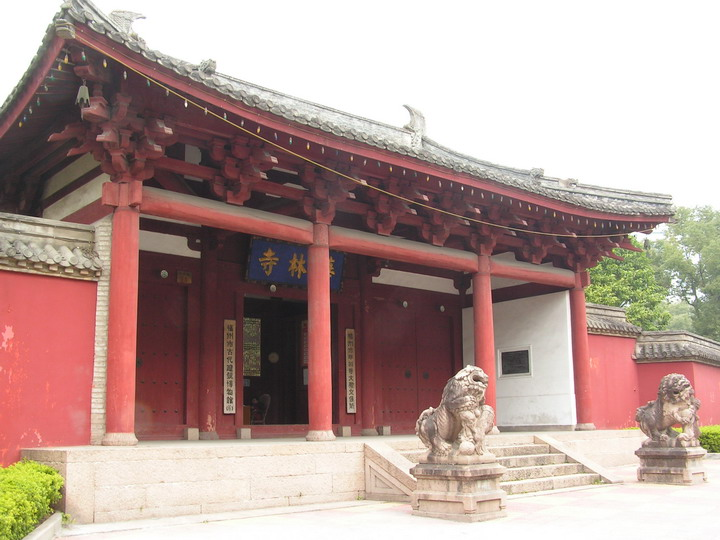
Tor des buddhistischen Hualin-Tempels in Fuzhou

In Fujian ist die für China typische bunte Mischung aus Buddhismus, Daoismus und chinesischem Volksglauben verbreitet. Dazu kommt eine recht hohe Anzahl von Muslimen, die Nachfahren der etwa 100.000 Araber sind, die unter der Yuan-Dynastie in Quanzhou ansässig waren.
Der traditionelle Volksglaube weist schamanistische Elemente auf, Medien und Trancezustände spielen in ihm eine bedeutende Rolle.
Der Buddhismus kam von Norden her in die Provinz, und zwar in der Zeit der westlichen Jin-Dynastie. Zu jener Zeit war die politische Lage sehr instabil und zahlreiche Kriege überzogen die Region. Dies bescherte dem Buddhismus einen starken Zulauf. Klösterliche Siedlungen entstanden in der ganzen Provinz, vor allem an berühmten Bergen. Ein Beispiel dafür ist die Steinpagode auf dem Tabu-Berg (6. Jahrhundert). Um das 11. Jh. war der Buddhismus in Fujian in seiner vollen Blüte; zu jener Zeit hatte die Stadt Fuzhou allein 1.500 Klöster. Bedeutende noch erhaltene buddhistische Bauwerke sind Hualin Si und Dayun Si in Fuzhou, der Guanghua Si in Putian sowie der Kaiyuan-Tempel in Quanzhou.
Neben buddhistischen Tempeln existieren in Fujian zahlreiche Tempel für lokale Gottheiten, wobei der Verehrung von Mazu die größte Bedeutung beikommt. Der wichtigste derartige Tempel befindet sich auf der Insel Meizhou und ist Mazu gewidmet. Für den Kult um Mazu ist der Tempel in Meizhou der wichtigste; er wurde jedoch während der Kulturrevolution fast vollständig zerstört und wird nur langsam wieder aufgebaut, wobei die Gelder dafür vor allem aus Taiwan stammen.

### Architektur
Die religiösen Bauwerke sind in ihrer Architektur vor allem von Nordchina, zu einem geringeren Ausmaß jedoch auch von Übersee beeinflusst. Der Einfluss von Übersee ist nicht selten von aus dem Ausland zurückkehrenden Chinesen mitgebracht worden, die ihre Häuser in einem Mix aus chinesischer Architektur mit den Elementen ihrer ausländischen zweiten Heimat errichteten. Wenn sie die Errichtung von Tempeln finanzierten, dann flossen diese Elemente auch in die religiöse Kunst der Kultur ein.
In der profanen Architektur ist Fujian für seine eindrucksvollen Tulou – mächtige und wehrhafte Gemeinschaftswohnbauten aus Stampflehm und Holz – bekannt, von welchen noch mehrere Tausend existieren. 46 davon wurden 2008 von der UNESCO in die Liste des Weltkulturerbes aufgenommen. Darüber hinaus sind vor allem auch Bauwerke, die die Ausländer während der Kolonialzeit errichten ließen, von Interesse. Diese sind heute vor allem noch auf der Insel Gulangyu zu finden.

### Kulturelle Fragmentierung

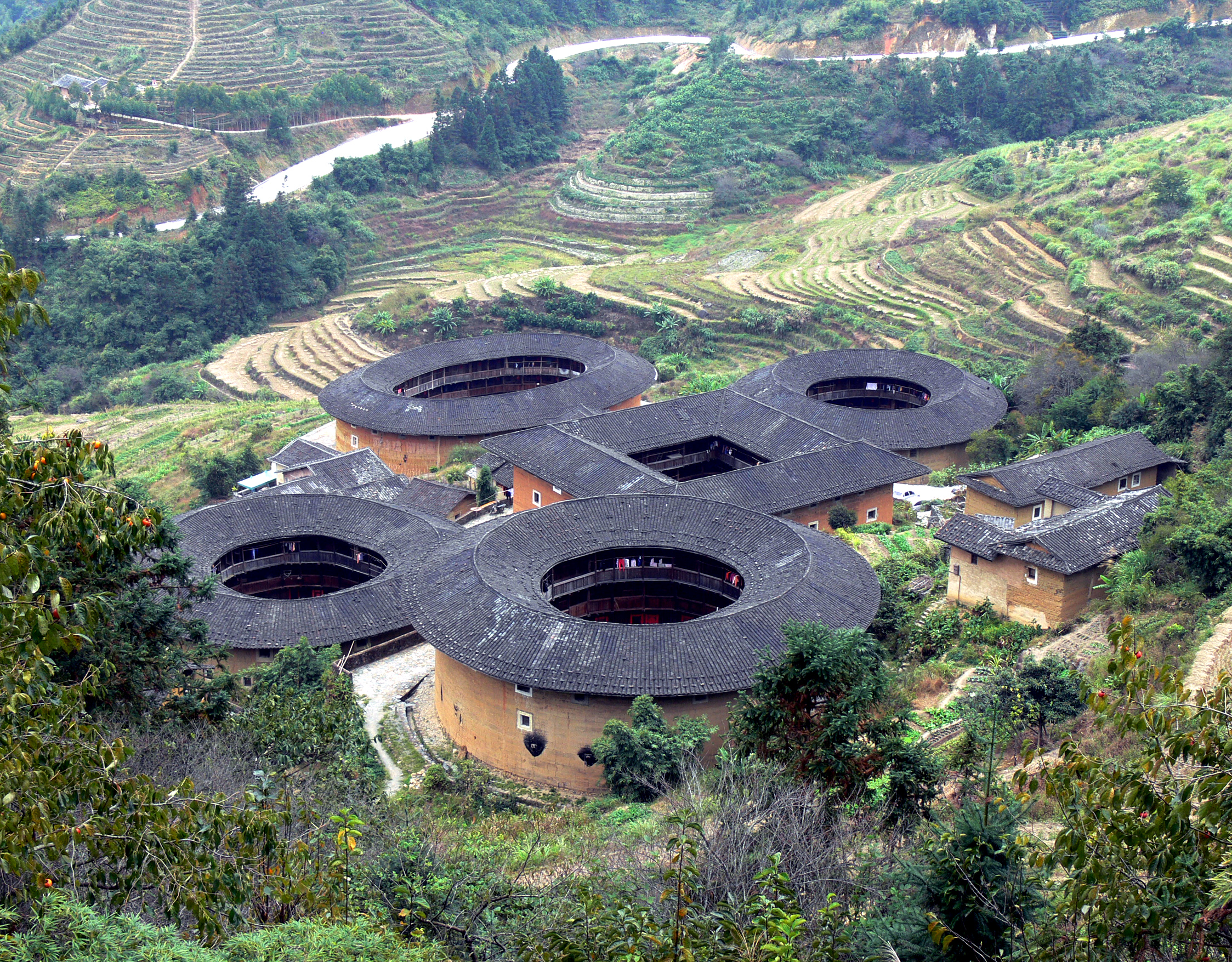
Rundhäuser (Tulou) der Hakka

Ein interessantes Phänomen in Fujian ist die Fragmentierung der Bevölkerung hinsichtlich ihrer Kultur. Durch die Dominanz der Han-Nationalität ist die chinesische Kultur natürlich vorherrschend; es haben sich dabei einige Besonderheiten erhalten. So haben die Hakka, die den Han angehören, eine eigene Sprache, andere Nationalitäten (She, Hui-Chinesen) haben ihre ursprüngliche Sprache jedoch aufgegeben. Während die She und die Muslime Fujians heutzutage in konfuzianischer Tradition leben, haben sich im Kreis Hui’an Heiratsbräuche erhalten, bei welchen die Frau erst bei Eintreten einer Schwangerschaft endgültig ihr Elternhaus verlässt und zu ihrem Mann zieht. Im gleichen Kreis sind auch Trachten überliefert, die für Han sehr unüblich sind und wahrscheinlich auf Einflüsse von Völkern zurückzuführen sind, die mittlerweile in den Han aufgegangen sind. Erwähnenswert sind auch die Siedlungsformen der Hakka in Rundhäusern – 客家土樓 / 客家土楼,  Kèjiā tǔlóu.
Wie es zu dieser Fragmentierung kam, ist wissenschaftlich noch nicht zufriedenstellend erklärt.

### Küche
Fujian hat eine eigene und vom Rest Chinas unterscheidbare kulinarische Tradition. Als typisch für die Küche Fujians gelten die Verarbeitung von Meeresfrüchten, klare, mild gewürzte Suppen und ein religiös bedingter Verzicht auf Rindfleisch.

## Wirtschaft
Die wirtschaftliche Entwicklung verläuft sehr ungleichmäßig. Während die Küstenstädte wie die Provinzhauptstadt Fuzhou oder die Sonderwirtschaftszone Xiamen relativ wohlhabend sind und bedeutende ausländische Investitionen anziehen, ist das gebirgige Hinterland nur schwach entwickelt.
Im Jahr 2015 erwirtschaftete die Provinz ein BIP in Höhe von 2,60 Billionen Yuan (417 Milliarden US-Dollar) und belegte damit den elften Rang unter den Provinzen Chinas. Das BIP pro Kopf betrug 73.951 Yuan (11.134 US-Dollar/KKP: 21.293 US-Dollar) pro Jahr (Rang 7 unter den chinesischen Provinzen). Das Wohlstandsniveau in der Provinz lag damit ungefähr auf dem Niveau von Uruguay und betrug 137 % des chinesischen Durchschnitts.
Entwicklungsdaten

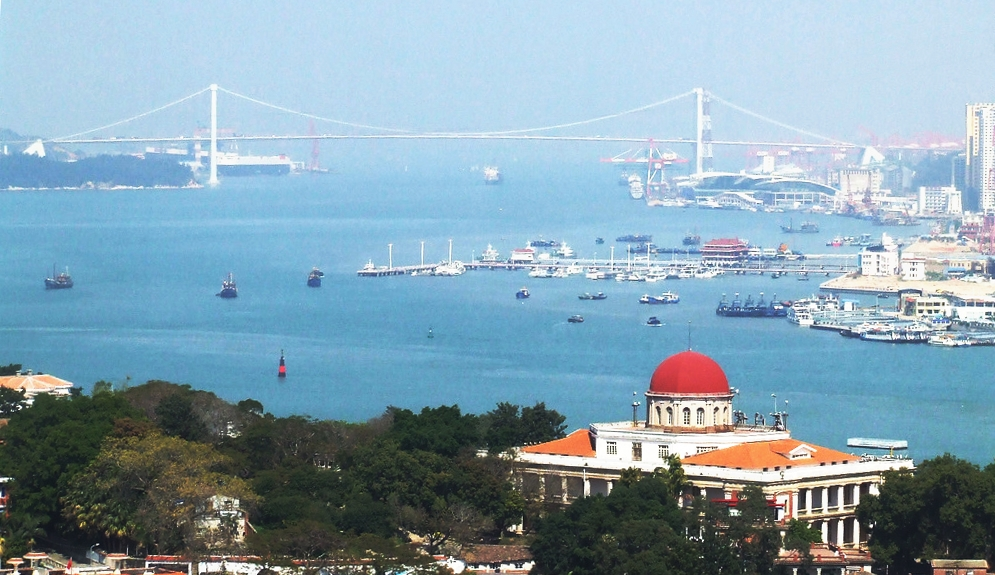
Hafen von Xiamen

- Bruttoinlandsprodukt (2015): 2.597 Milliarden Renminbi
- BIP pro Kopf (2015): 73.951 Renminbi
- Exporte (2002): 23,5 Milliarden US-Dollar
- Importe (2002): 15,1 Milliarden US-Dollar
- Ausländische Direktinvestitionen (2002): 4,8 Milliarden US-Dollar
- Landwirtschaft: 14,1 % (1985: 34,0 %)
- Industrie: 46,1 % (1985: 36,2 %)
- Dienstleistungen: 39,7 % (1985: 29,8 %)
- Inflation: 0,8 %

### Wirtschaftsgeschichte
In der frühen Wirtschaftsgeschichte Fujians sind vor allem der Quanzhou- und der Zhangzhou-Zyklus von Interesse. Beide Zyklen begannen mit einem Boom, der durch Überseehandel ausgelöst worden war. So gehörte etwa im 16. Jh. die Route zwischen Fujian und den Philippinen zu den wichtigsten Handelsrouten der Welt; zwischen dem damaligen Kaiserreich China und der unter spanischer Kolonialherrschaft stehenden Inselgruppe wurden vor allem Seide und Silber gehandelt. Der durch den Handel erlangte Reichtum brachte Handwerk und Kultur zum Blühen und zog hohe Zahlen an Zuwanderern aus anderen Teilen Chinas an. Beide Zyklen kamen zu einem recht dramatischen Ende, als der Überseehandel zum Erliegen kam. Das Fehlen der Gewinne aus dem Handel führte dazu, dass keine Nahrungsmittel mehr importiert wurden, Hungersnöte brachen aus und es gab Massenabwanderung von Fujian in verschiedene Regionen Südostasiens.
Nach dem Ende der Opiumkriege wurden Fuzhou und Xiamen zu offenen Häfen erklärt. Kurz darauf begannen Missionare, sich in diesen beiden Städten einzurichten. Aufgrund des Taiping-Aufstandes wurde Fuzhou plötzlich zu einem bedeutenden Hafen für den Teehandel, denn die Routen über Guangzhou oder Shanghai waren wegen der kriegerischen Handlungen unpassierbar. Ab 1860 wurden erste Fabriken gegründet, etwa die Werft in Mawei oder eine Reihe von Textilbetrieben. 70 % der Fabriken waren in Fuzhou angesiedelt. Zwischen 1917 und 1919 gab es in Fuzhou sogar eine Flugzeugfabrik.
Zwischen dem Sturz der Qing-Dynastie und dem Ende des Bürgerkrieges erlebte die Wirtschaft Fujians ein starkes Auf und Ab, je nachdem, wie instabil die politische Lage gerade war.

Entfernungen zwischen den Zentren der bezirksfreien Städte

Für die Zeit nach der Gründung der Volksrepublik China lassen sich zwei Phasen klar voneinander abtrennen: eine Zeit der Stagnation bis 1978 und eine Zeit dynamischen Wachstums von 1978 bis jetzt.
Für die Stagnation zwischen 1949 und 1978 werden vor allem drei Gründe angegeben:
- Die Möglichkeit eines bewaffneten Konfliktes zwischen Taiwan und der Volksrepublik. Aus diesem Grund wurden keine strategisch wichtigen Industrien in der Küstenregion Fujians angesiedelt.
- Die Dritte-Front-Politik, welche zum Ziel hatte, das chinesische Hinterland zu industrialisieren. Fujian blieb dabei weitgehend ausgespart, weshalb die Provinzregierung eine kleine Dritte-Front-Politik betrieb und Schwerindustrie in der Region um Sanming und Yong’an ansiedelte. Die wichtigsten Erzeugnisse dieser Unternehmen waren Stahl, Kupfer, Chemieprodukte, Zement oder Maschinen. Bei den angesiedelten Unternehmen handelte es sich in aller Regel um Betriebe, die ihren Mitarbeitern alles boten, was sie zum Leben brauchten. Dies führte dazu, dass die Ansiedelung der Industrie fast keinerlei wirtschaftliche Impulse in die Region brachte.
- Die Autarkiepolitik und das Verbot von handelbaren Gütern. Die Wirtschaftsstrategie war auf die Versorgung der Bevölkerung mit Grundnahrungsmitteln ausgelegt. Alles, was man hätte exportieren können, war nicht mehr vorgesehen. Die Folgen trafen Fujian, welches traditionell vom Handel lebte und mit den im Handel erzielten Gewinnen Nahrungsmittel importierte, besonders hart.

Im Ergebnis war im Jahr 1978 Fujian die ärmste Küstenprovinz Chinas, sie erreichte nur 72 % des durchschnittlichen Pro-Kopf-BIP des gesamten Landes. Im Landesvergleich waren 1978 jedoch auch bedeutend mehr private Strukturen vorhanden als in anderen Regionen.
Die wirtschaftliche Liberalisierung nach 1978 löste in Fujian ein starkes Wachstum der Wirtschaft aus, welches sich ab 1987 (als Taiwan seine Politik gegenüber der Volksrepublik änderte) noch erhöhte. Zwischen 1979 und 1997 verzeichnete die Provinz ein Wachstum des Pro-Kopf-BIP von 12,2 % im Jahresdurchschnitt, während es vor 1979 nur 3,2 % jährlich waren. Die Gründe für das starke Wachstum sind vor allem
- Industrialisierung durch Aufbau von exportorientierten Unternehmen
- Investitionen in Infrastruktur (es existiert nach wie vor ein gewisser Aufholbedarf)
- ausländische Investitionen, die vor allem von den Übersee-Fujianesen und aus Taiwan kommen; dank deren Einfluss wurden Marktstrukturen in Fujian viel schneller wieder eingeführt als in anderen Teilen Chinas.
- ein rascher Übergang von landwirtschaftlichen zu industriellen Strukturen
- die Einrichtung von Sonderwirtschaftszonen und offenen Städten sowie die frühe Anwendung von besonderen Maßnahmen (also kapitalistischen Maßnahmen) zur Wirtschaftsentwicklung.[15]

### Landwirtschaft

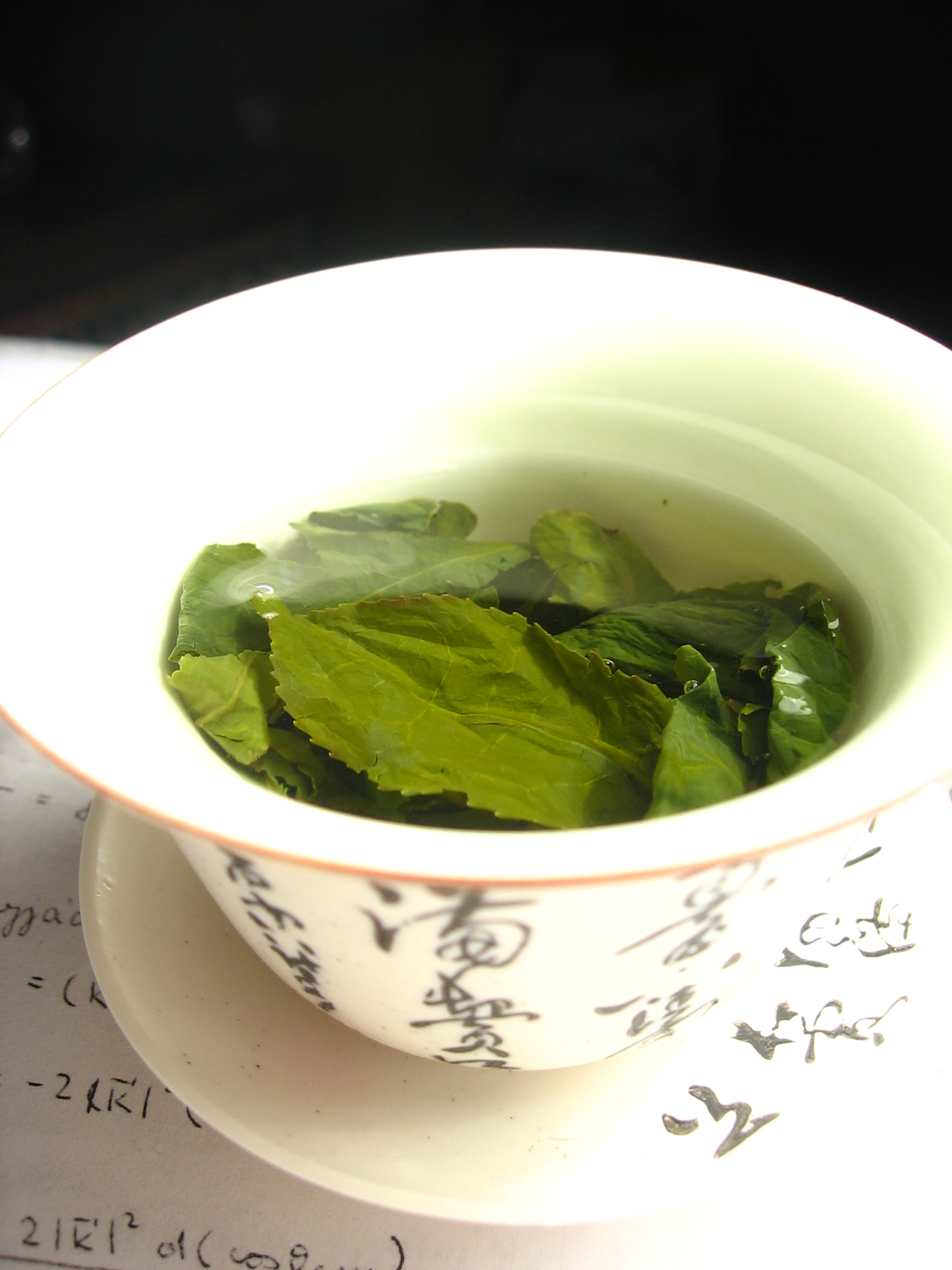
Grüner Tee

Die Landwirtschaft Fujians erwirtschaftet etwa 15 % des BIP (Im Jahre 1985 war der Anteil doppelt so hoch), beschäftigt jedoch etwa die Hälfte der Bevölkerung. Die landwirtschaftliche Fläche, die pro Kopf zur Verfügung steht, ist aufgrund seiner Topographie außerordentlich gering. Diese Fläche wird zu drei Vierteln für den Anbau der Hauptnahrungsmittel Reis, Weizen und Süßkartoffel verwendet. Fujian ist aber auch Chinas größter Teeproduzent, unter anderem stammt die kostbare Wuyi-Shan-Sorte aus Fujian. Weitere bedeutende landwirtschaftliche Produkte sind Zuckerrohr, Tabak, Gemüse, Speisepilze und Obst wie Zitrusfrüchte, Bananen und Litschis. Zudem hat die Forstwirtschaft eine hohe Bedeutung; Fujian gehört zu den wichtigsten Holz- und Papierproduzenten der Volksrepublik und stellt mittlerweile 20 % der gesamten chinesischen Bambuswaldfläche.
Fujian kann sich nicht mit Nahrungsmitteln selbst versorgen, denn jährlich muss die Provinz etwa 2 Millionen Tonnen Getreide aus anderen Provinzen beschaffen. Der landwirtschaftliche Sektor leidet insbesondere unter Landverlusten. Einerseits wird viel landwirtschaftliche Nutzfläche durch industrielle Verschmutzung unbrauchbar. Andererseits wurde während des Großen Sprunges nach vorn und der Kulturrevolution viel Wald in Ackerland umgewandelt. Viele dieser Flächen sind jedoch für die landwirtschaftliche Nutzung ungeeignet und gehen durch Erosion verloren.
Daneben sind die Investitionen in die Produktivität der Landwirtschaft sehr gering, was vor allem an der Eigentumsstruktur und der Rechtsunsicherheit liegt. Auch die (Aus-)Bildung der Bauern ist sehr niedrig und es gibt eine hohe Anzahl an Landarbeitern, die eigentlich nicht gebraucht werden (die Schätzungen liegen zwischen 1,5 Millionen bis 3 Millionen).
An der Küste hat die Fischerei eine hohe Bedeutung, auch die Binnengewässer werden teils intensiv zur Fischzucht genutzt.

### Bergbau und Energie
Fujian verfügt über Vorkommen von Kohle, diversen Erzen, Kupfer, Blei, Mangan und Baryt, wobei der Abbau dieser Lagerstätten durch deren schwere Zugänglichkeit im Gebirge erschwert wird.
Die schnell fließenden, wasserreichen Flüsse der Provinz haben ein hohes Potential zur Gewinnung elektrischer Energie.
In der Provinz Fujian stehen zwei Atomkraftwerke: das Kernkraftwerk Ningde im äußersten Nordosten der Provinz mit vier Reaktoren, der IAEO: und das Kernkraftwerk Fuqing an der Küste der Xinghua Bay mit sechs Rektoren im Endausbau.
Das Kraftwerk sollte im Endausbau aus 6 Druckwasserreaktoren CPR-1000 mit jeweils 1.000 MW bestehen.

### Industrie
Die Industrie Fujians hat in den letzten Jahren einen Übergang von der Schwer- zur Leichtindustrie durchgemacht. Während es im Hinterland einige Regionen gibt, wo die Schwerindustrie ganz klar dominiert, hat sich in der Küstenregion Leichtindustrie angesiedelt, die zu einem hohen Anteil arbeitsintensive Produkte für den Export herstellt. Es existieren viele kleine Unternehmen, diese waren im Jahr 1997 für drei Viertel der Industrieproduktion verantwortlich. Der Anteil staatlicher Unternehmen im Industriesektor ist mit 11 % sehr gering (1978 waren es noch 74 %).

## Infrastruktur

### Eisenbahnverkehr
Der Eisenbahnbau begann in Fujian aufgrund der schlechten topographischen Voraussetzungen erst in den 1950er Jahren. Der Bahnbau war ein wichtiger Teil der Verteidigungsstrategie Chinas gegen einen möglichen Angriff von taiwanischer Seite. Deshalb wurde eine Bahn von Jiangxi, wo sich die zweite Verteidigungslinie befand, über Yingtan nach Xiamen gebaut, an die später eine Abzweigung in Richtung Fuzhou hinzugefügt wurde. Im Jahre 1998 wurde die Bahnstrecke Hengfeng–Nanping eröffnet und im Jahr 2005 die Bahnstrecke Ganzhou–Longyan, die Fujian ebenfalls mit Jiangxi verbanden. Bis in die 2000er Jahre hatte die Eisenbahn in Fujian deshalb fast keine Bedeutung für den Verkehr innerhalb der Provinz, sondern nur für den Fernverkehr in andere Provinzen.
Erst im Jahre 2005 begann man mit dem Bau einer direkten Bahnlinie zwischen den beiden wichtigsten Städten Fuzhou und Xiamen. Sie wurde 2010 in Betrieb genommen, wodurch die Reisezeit per Bahn zwischen den beiden Metropolen Fujians von 11 Stunden auf 90 Minuten sank. Diese Linie ist Teil einer Hochgeschwindigkeitsstrecke, die von Hangzhou entlang Chinas Ostküste bis Shenzhen führt und im Jahre 2013 in den Betrieb ging. Seitdem ist Fujian an das Hochgeschwindigkeitsnetz der Volksrepublik angeschlossen.
Es gibt mit der U-Bahn Fuzhou und der U-Bahn Xiamen zwei Untergrundbahnen in Fujian.

### Straßenverkehr
Das Straßennetz von Fujian wurde bereits in den frühen Jahren der Volksrepublik gut ausgebaut und befand sich immer in einem guten Zustand, um im Kriegsfall Truppenbewegungen zu vereinfachen. Seit dem Beginn der Wirtschaftsreformen 1978 und der starken Entwicklung marktwirtschaftlich organisierter Leichtindustrieunternehmen hat sich der Bedarf an Transport auf der Straße vervielfacht. Heute ist Fujian mit der Autobahn Peking-Taipeh, der Autobahn Shenyang-Haikou, der Autobahn Fuzhou–Yinchuan, der Autobahn Quanzhou–Nanning und der Autobahn Xiamen–Chengdu an das Autobahnnetz angeschlossen. Darüber hinaus führen zahlreiche Nationalstraßen über das Territorium der Provinz.
Die meisten Straßenbauprojekte werden von privaten Investoren vorangetrieben, wie in anderen Regionen Chinas wird auf vielen Autobahnen, aber auch auf Brücken, Maut eingehoben.

### Luftverkehr
Die drei bedeutendsten Flughäfen Fujians sind der 1997 eröffnete Flughafen Fuzhou, der Flughafen Xiamen und der Flughafen Quanzhou. Über diese Flughäfen reisten im Jahre 2018 14,4 Mio., 26,6 Mio. bzw. 7,4 Millionen Passagiere. Daneben gibt es eine Reihe kleinerer regionaler Flughäfen wie der Flughafen Wuyishan mit 643.000, der Flughafen Sanming mit reichlich 200.000 Fluggästen oder der Flughafen Zhangzhou. Letztere haben sich aus Militärflugplätzen heraus entwickelt, bieten bis heute aber nur wenige Verbindungen an. Die Flughäfen Fuzhou und Xiamen hingegen werden ständig erweitert und modernisiert.
Die in Fujian ansässige Xiamen Airlines ist die älteste Regionalfluglinie der Volksrepublik China.

### Wasserverkehr
Fujian verfügt über 3.700 km Wasserwege, die jedoch wenig Bedeutung besitzen, weil sie für große Schiffe in der Regel zu flach sind. Daneben sind viele der Flüsse durch Wasserkraftwerke verbaut, so dass eine stärkere Entwicklung der Binnenschifffahrt unwahrscheinlich ist.
Demgegenüber besitzt Fujian sechs große Seehäfen, geordnet nach ihrem Umschlag sind dies Xiamen, Fuzhou, Quanzhou, Zhangzhou, Saiqi und Hanjiang. Ein neuer Hafen in der Meizhou-Bucht ist im Bau und soll die Südostküste der Provinz erschließen. Das Potential der Seeschifffahrt ist jedoch bei weitem nicht ausgenutzt. Grund dafür ist die Gefahr für eine bewaffnete Auseinandersetzung in der Taiwanstraße einerseits, andererseits ist die Verwaltung ineffizient und Rivalitäten zwischen den Hafenstädten machen eine koordinierte Entwicklung unmöglich.

## Tourismus
Im Jahr 2002 besuchten 1.848.214 in- und ausländische Touristen Orte in der Provinz Fujian. Nur 9 % dieser Touristen ließen sich die Reise von einem Reisebüro organisieren, während 66 % von Verwandten oder Freunden begleitet wurden. Die 1,8 Millionen Touristen setzen sich wie folgt zusammen:
- Ausländer: 538.015 (siehe unten: Aufschlüsselung nach Kontinenten)
- Überseechinesen: 86.520 (Zahlen von 2000)
- Hongkong und Macau: 615.931
- Taiwan: 470.386 (vgl. im Jahr 1979: 59 Personen)

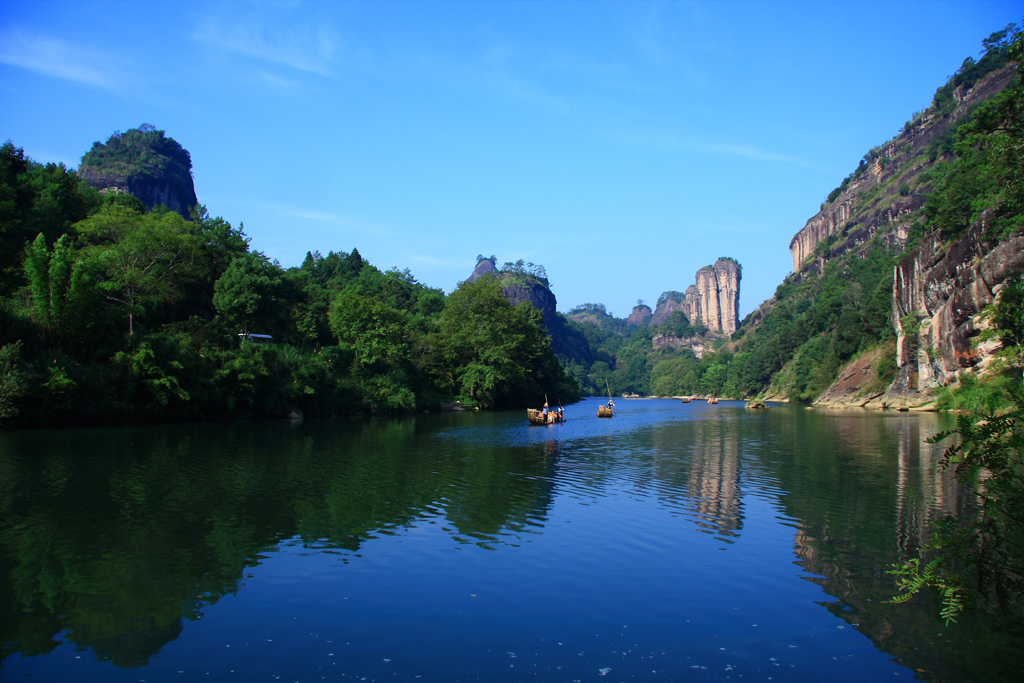
Fluss Jiuquxi am Wuyi – (九曲溪)
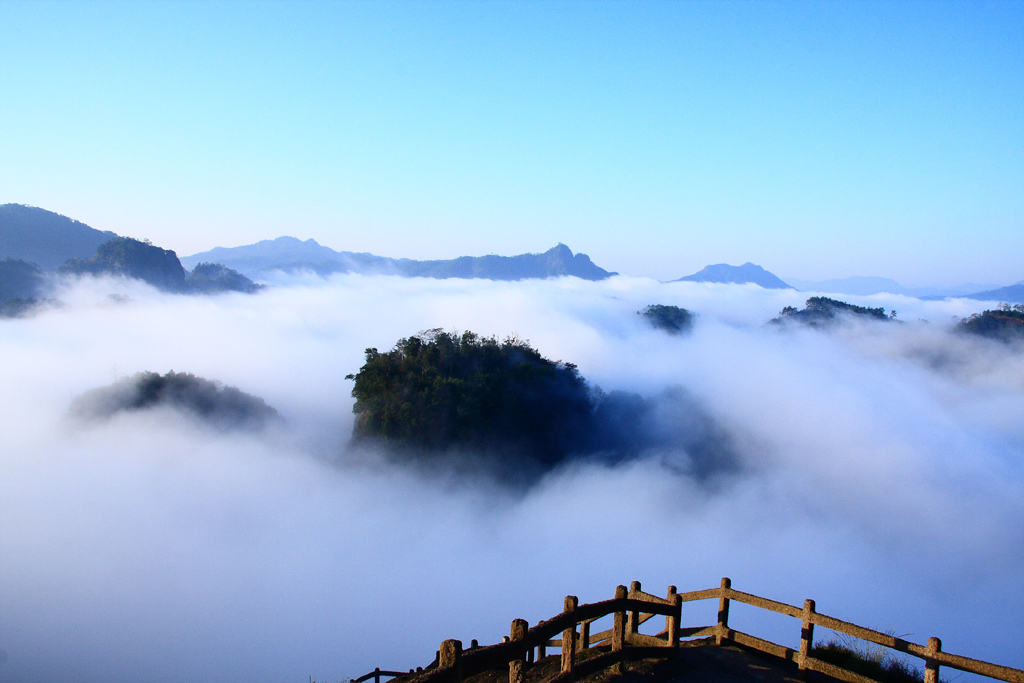
Wuyi-Gebirge – (武夷山)
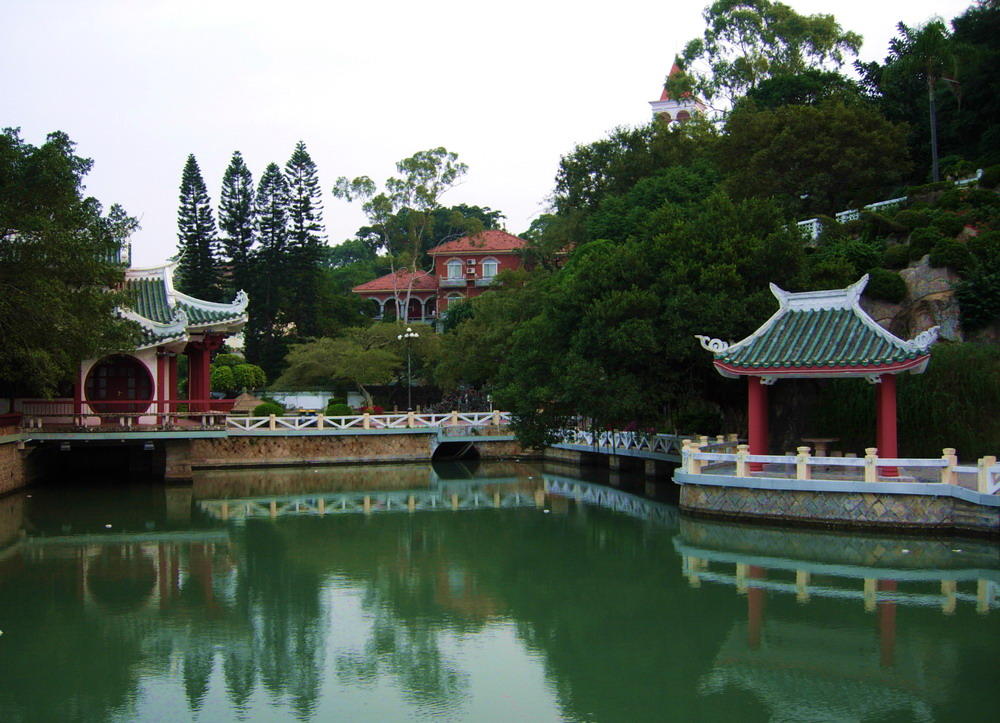
Gulangyu – (鼓浪嶼 / 鼓浪屿)
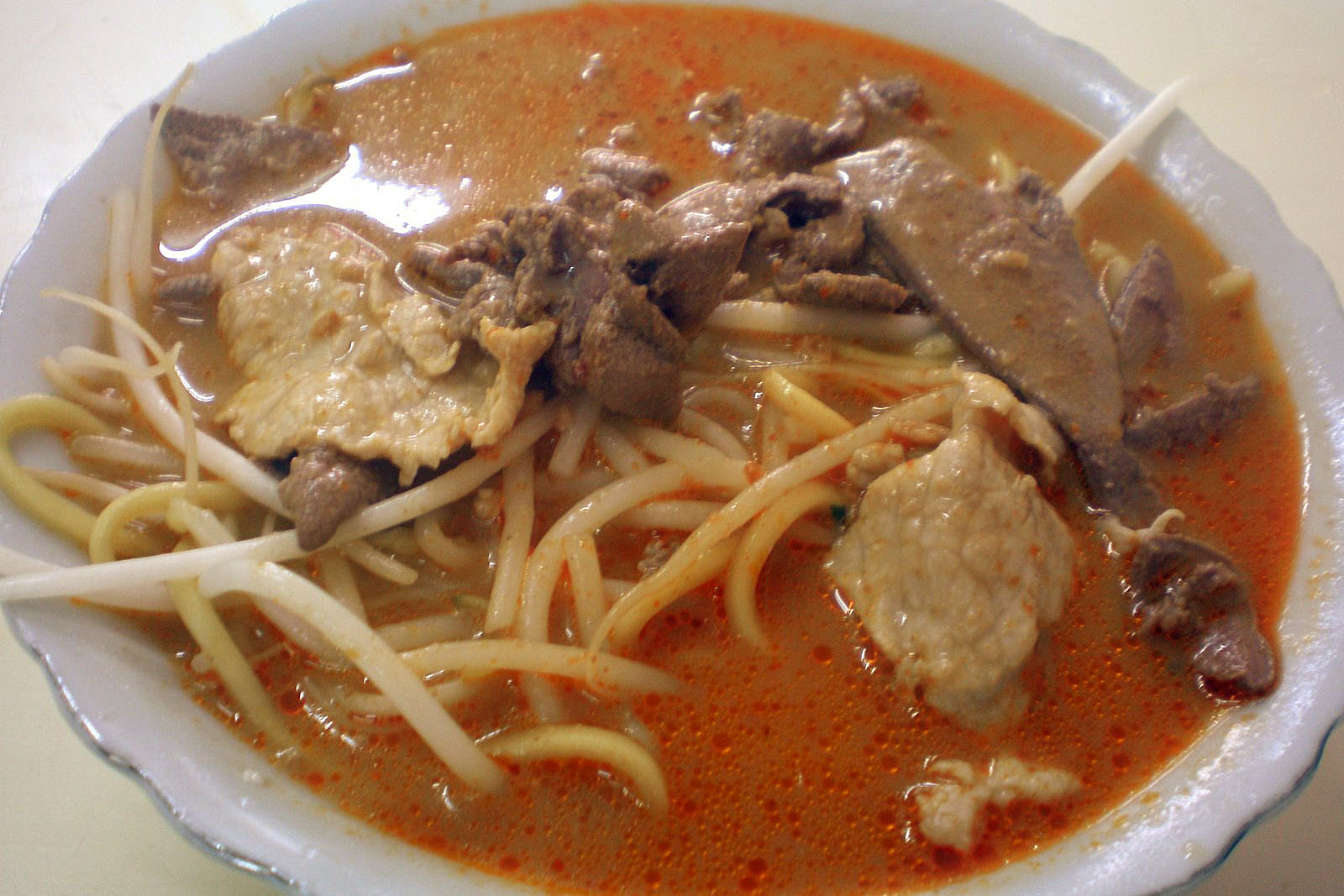
Shacha-Nudeln – (沙茶麵 / 沙茶面)

| Kontinent | Anzahl  | Anmerkungen                                                                                           |
| --------- | ------- | --- |
| Afrika    | 3.433   | |
| Amerika   | 107.751 | davon die Mehrzahl aus den USA                                                                        |
| Asien     | 369.333 | davon aus Japan: 126.717, Singapur: 86.466, Malaysia: 63.511, Philippinen: 31.576, Indonesien: 14.342 |
| Europa    | 39.234  | davon aus Deutschland: 8.075, Großbritannien: 7.466, Frankreich: 5.008                                |
| Ozeanien  | 8.264   | davon die Mehrzahl aus Australien: 7.068                                                              |

## Bildung

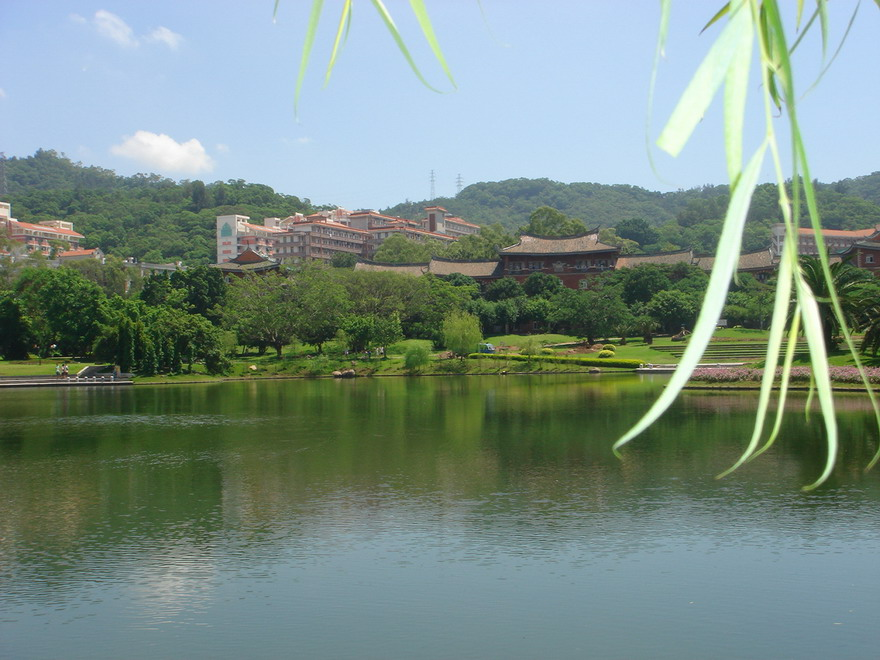
Gelände der Xiamen-Universität

Unter der späten Qing-Dynastie gehörte Fujian zu Chinas Toren zu westlicher Bildung. So wurde die erste Schule für Schifffahrt und Schiffbau nach westlichem Vorbild in Fujian gegründet. Als im Ergebnis des 1. Opiumkrieges die Küstenstädte Xiamen und Fuzhou geöffnet wurden, eröffneten Missionare (vor allem aus England und Nordamerika) Schulen, in denen Fächer gelehrt wurden, die bis dahin in China unüblich waren – also Geometrie, Mathematik, Physik oder Mechanik. Fujian war auch unter den ersten Orten im Land, in denen Mädchen eine Schulbildung ermöglicht wurde.
In den ersten Jahren der Republik China wurden zahlreiche Bildungseinrichtungen gegründet, die vor allem von Überseechinesen finanziert wurden. Herausragendes Beispiel ist das Städtchen Jimei, in welchem Chen Jiageng zahlreiche Schulen und weiterbildende Einrichtungen gründen ließ. Gleichzeitig wurde in den Städten mit der Schulpflicht experimentiert.
Trotzdem lag im Jahr 1949 die Analphabetenquote bei 80 Prozent und regelmäßiger Schulbesuch für Kinder war auf die Großstädte beschränkt. Mit der Ausnahme von Großer Sprung nach vorn und Kulturrevolution hat das Bildungsniveau der Provinz beeindruckende Fortschritte gemacht. Trotz dieser Fortschritte wurde das Ziel, weniger als 5 Prozent Analphabeten zu haben, erst in den 1990ern erreicht.
Probleme, denen sich das Bildungssystem gegenübersieht, ist der schlechte bauliche Zustand vieler Schulen. Noch 1990 war die Hälfte der Schulen in einem Gebäude untergebracht, das ursprünglich nicht als Schule gebaut worden war, und die Bausubstanz vieler dieser Gebäude war äußerst besorgniserregend. Zu den massiven Investitionen, die in das Bildungssystem geflossen sind, haben wiederum die Überseechinesen erheblich beigetragen, allein 4,7 Milliarden RMB (also etwa 600 Millionen US-Dollar) zwischen 1991 und 1995. Daneben ist das Ausbildungsniveau der Lehrer häufig sehr gering, und in der Gymnasialstufe sind Schüler zuweilen gezwungen, aufgrund Lehrermangels Schuljahre zu wiederholen.

## Partnerschaften
Die Provinz Fujian unterhält sechs Partnerschaften zu ausländischen Regionen:
| Region                     | Land               | seit | Bemerkung                    |
| -------------------------- | ------------------ | ---- | ---------------------------- |
| Bundesstaat Tasmanien      | Australien         | 1980 | —                            |
| Präfektur Nagasaki         | Japan              | 1981 | —                            |
| Bundesstaat Oregon         | Vereinigte Staaten | 1984 | —                            |
| Provinz Liège              | Belgien            | 1986 | —                            |
| Bundesland Rheinland-Pfalz | Deutschland        | 1989 | —                            |
| Region Basse-Normandie     | Frankreich         | 1990 | (Region seit 2016 aufgelöst) |
| Woiwodschaft Opole         | Polen              | 2012 | —                            |

## Persönlichkeiten aus Fujian (Auswahl)
- Zhu Xi (1130–1200), Neokonfuzianer
- Lin Zexu (1785–1850), Beamter der Qing-Regierung
- Yan Fu (1853–1921), Übersetzer und Gelehrter
- Tan Kah Kee (1874–1961), Philanthrop
- Lin Yutang (1895–1976), Schriftsteller
- Go Seigen (1914–2014), Go-Profi
- Chen Xinhua (* 1960), Tischtennisspieler
- Zhang Jingchu (* 1980), Schauspielerin
- Lin Dan (* 1983), Badmintonspieler
- Qiu Qiyuan (* 2007), Kunstturnerin